# Архангельское (городской округ город Тула)
Архангельское  — село в Тульской области России. 
В рамках организации местного самоуправления входит в городской округ город Тула, в рамках административно-территориального устройства — в Ленинский район Тульской области.

## География
Находится к северу от Тулы. Через село протекает река Холкельца (приток Тулицы) с запрудами (водохранилищами), имеющими неофициальное название Архангельские пруды.

## История
До 1990-х гг. село было центром Архангельского сельского совета Ленинского района Тульской области, с 1997 года — Архангельского сельского округа. 
В рамках организации местного самоуправления с 2006 до 2014 гг. село включалось в сельское поселение Рождественское Ленинского района. С 2015 года входит в Зареченский территориальный округ в рамках городского округа город Тула. 

## Население
| 2002 | 2010 |
| ---- | ---- |
| 895  | ↗929 |